# Navalvillar de Pela
Navalvillar de Pela est une commune de la province de Badajoz dans la communauté autonome d'Estrémadure en Espagne.

## Géographie

### Localités de la commune
- Vegas Altas

## Personnalités
- Basilio Rodríguez Cañada (1961-),  écrivain, éditeur, professeur, poète, chroniqueur, africaniste et gestionnaire culturel, est né à Navalvillar de Pela.